# Chariots of War
Chariots of War – komputerowa strategiczna gra czasu rzeczywistego wyprodukowana przez brytyjskie studio Slitherine Software we współpracy ze szwedzkim studio Paradox Interactive oraz przez nią wydana w marcu 2003 roku na platformę PC.

## Fabuła
Akcja gry została osadzona w latach od 2500 p.n.e. do końca epoki brązu. Imperia walczą o surowce naturalne w obszarze Środkowego Wschodu.

## Rozgrywka
Świat gry obejmuje 164 miast i 80 mniejszych osad. Gracz ma do wyboru jedną spośród 58 nacji. Jego zadaniem jest rozwijanie gospodarki, rozbudowa infrastruktury miast, pozyskiwanie i dysponowanie dziewięcioma dostępnymi surowcami (w tym końmi i kamieniami szlachetnymi), uzyskiwanie dochodów z handlu oraz prowadzenie bitew. W grze występuje ponad trzydzieści rodzajów wojsk, z których wojska dziesięciu najpotężniejszych krajów mają różne właściwości.
W grze zawarty został tryb gry wieloosobowej dostępny przez Internet lub sieć LAN.